# Place Jean-Mermoz (Montfermeil)
La place Jean-Mermoz est un carrefour central de Montfermeil en Seine-Saint-Denis.

## Situation et accès

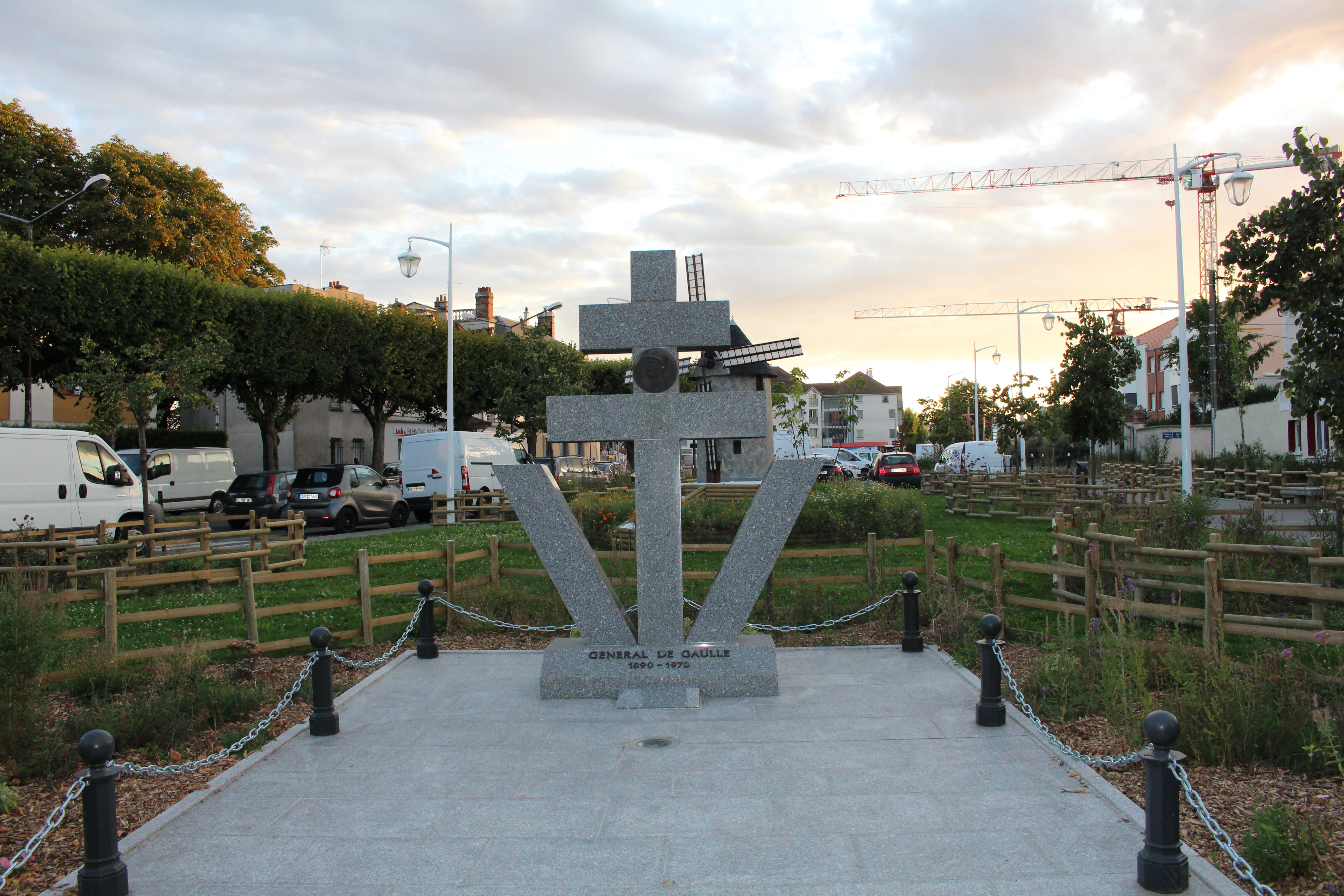
Monument à Charles de Gaulle.

Vers cette place convergent la rue de la Tuilerie, la rue de la Haute-Futaie, la rue de Coubron, la rue du Lavoir, la rue du Général-Leclerc et la rue Henri-Barbusse, anciennement Grande-Rue.
C'est un terminus de la ligne 4 du tramway d'Île-de-France.

## Origine du nom

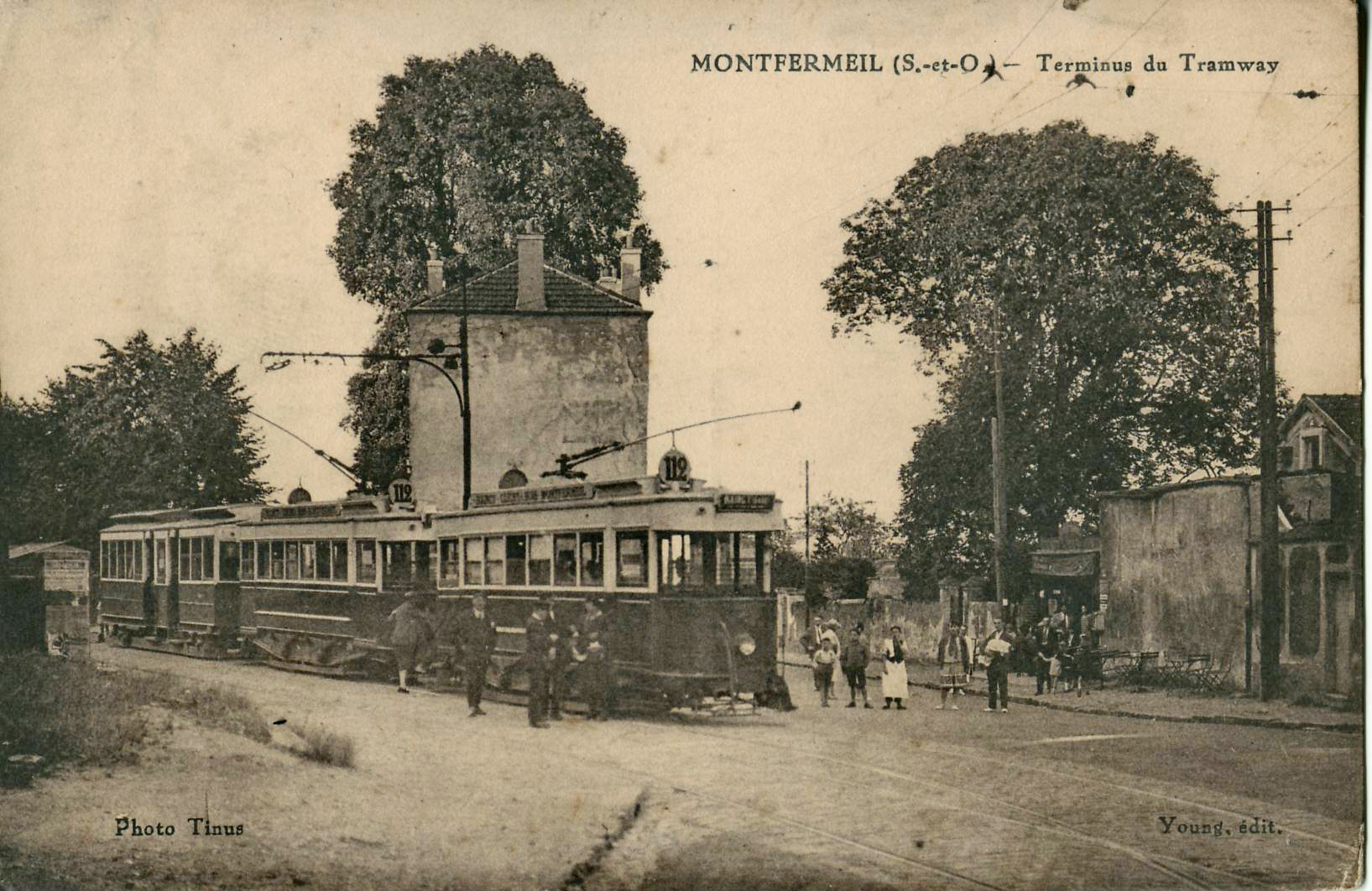
Terminus du tramway.

Cette place s'est tout d'abord appelée place d'Armes, puis place des Marronniers.
Elle porte aujourd'hui le nom de l'aviateur Jean Mermoz (1901-1936).

## Historique

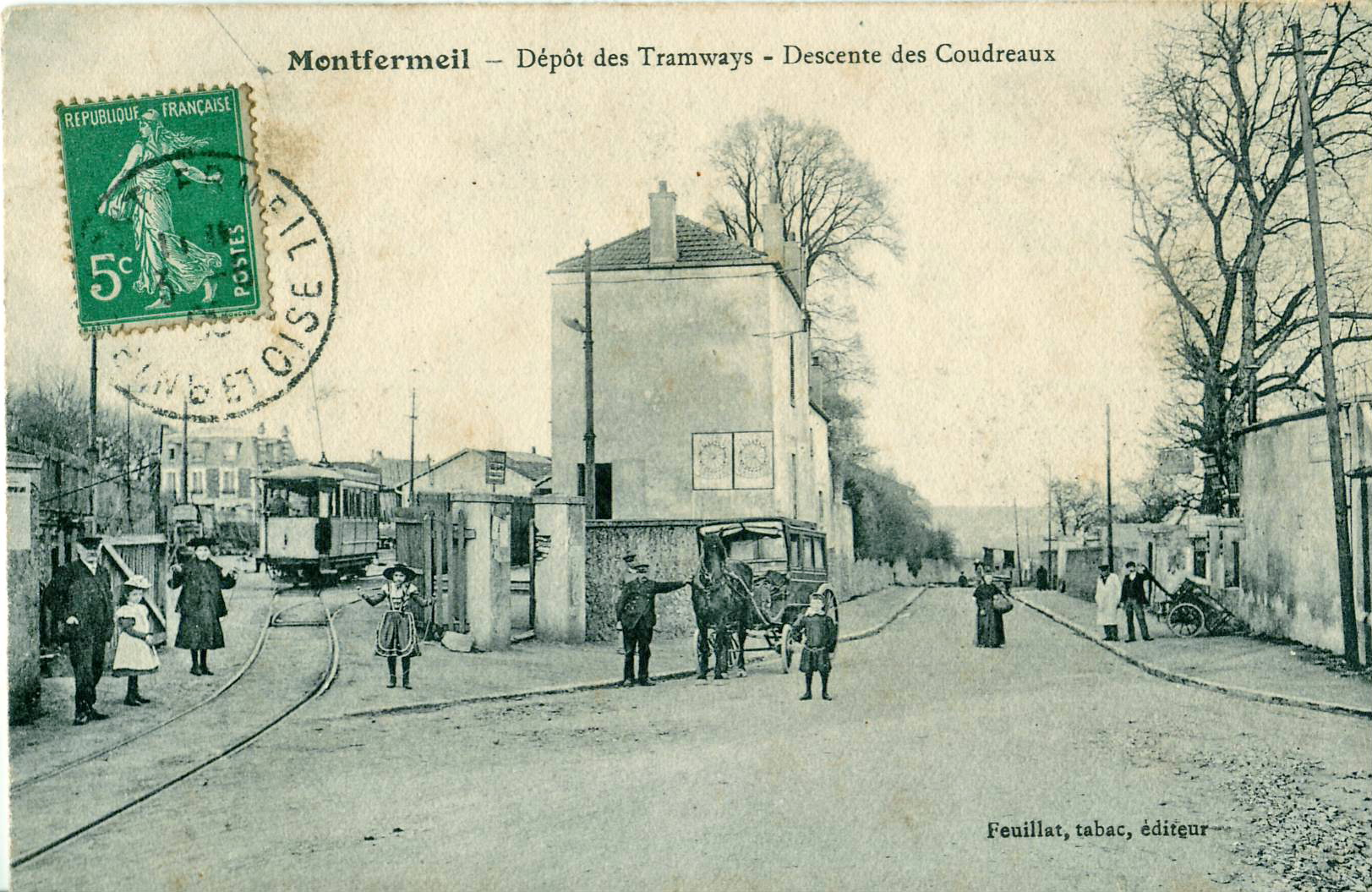
Dépôt des Tramways - Descente des Coudreaux - vers 1900.

En 1890 est prise la décision de construire un tramway à vapeur entre la ville et Le Raincy. La Société générale des chemins de fer créé alors la ligne 112, dite Tramway du Raincy à Montfermeil dont l'arrivée se fait sur la place. Elle sera remplacée en 1938 par la compagnie d'autocars Jampierre.

## Bâtiments remarquables et lieux de mémoire

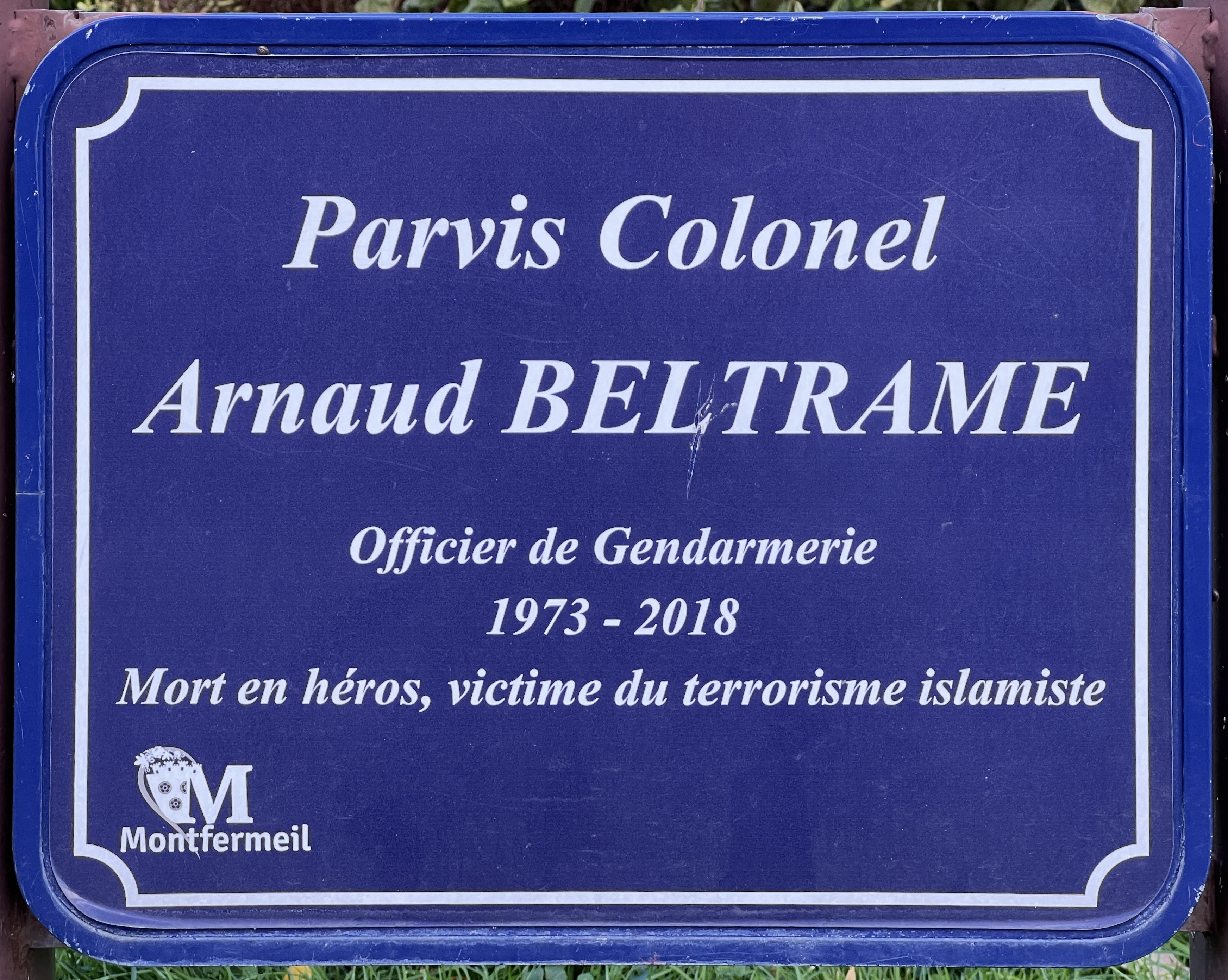
Plaque Parvis Colonel Arnaud Beltrame - Montfermeil

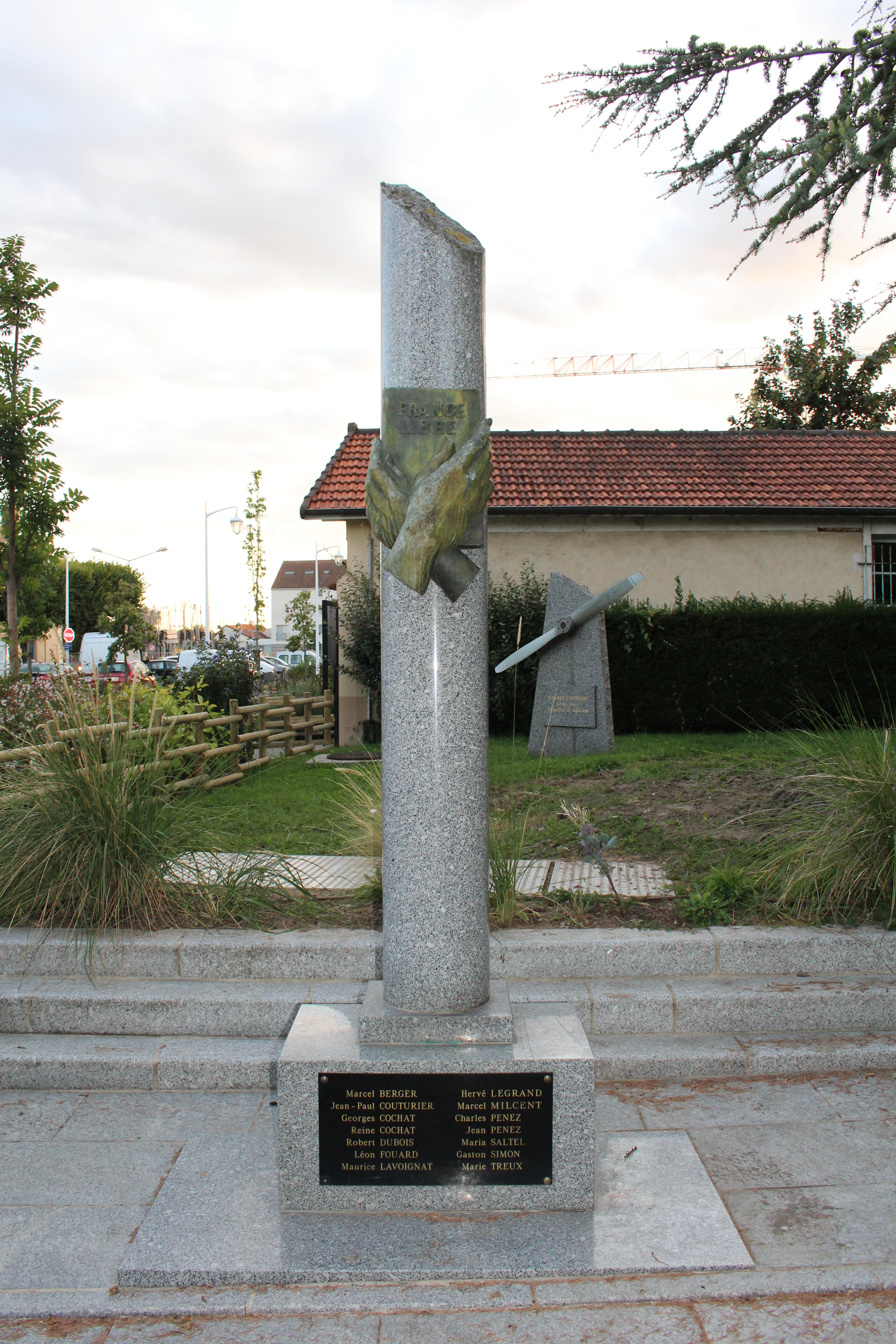
Monument à la France Libre.

- Hôtel de ville de Montfermeil, autrefois Folie-Joyeuse[4].
- Monument à Charles de Gaulle.
- Monument à la France Libre.
- Le 24 septembre 1945, le général De Gaulle y a rencontré le général Garbet[5].
- Groupe hospitalier intercommunal Le Raincy-Montfermeil
- Elle a été représentée par une œuvre de Georges Seurat intitulée "Montfermeil 1881, parades saltimbanques, Place des Marronniers."[6].
- Le 23 mai 2018, le conseil municipal décide de nommer le parvis en l'honneur d'Arnaud Beltrame[7]. L'inauguration a eu lieu lors de la commémoration de l'appel du 18 juin[8].